# Laurent Petitmangin
Laurent Petitmangin est un écrivain français né en 1965, auteur du roman Ce qu'il faut de nuit (2020) récompensé du prix Femina des Lycéens.

## Biographie
Né en Lorraine dans une famille de cheminots, après des classes préparatoires au lycée Fabert de Metz, il poursuit ses études à l'EM Lyon. Il séjourne pendant deux ans au Bangladesh à l'occasion de son service national, puis intègre Air France. Voyageur, collectionneur de livres et père de famille, il travaille toujours chez Air France.
Son premier roman Ce qu'il faut de nuit qui raconte un drame familial en Lorraine, rencontre un large succès, et est traduit en plusieurs langues,,,.
Il publie Ainsi Berlin en 2021 et Les Terres animales en 2023. 
En 2024, sort Infiltré, son premier roman jeunesse.

## Publications

### Littérature générale
- Ce qu'il faut de nuit, La Manufacture de livres, 2020  (ISBN 978-2-35887-679-7) ; Le Livre de poche, 2022  (ISBN 9782253078692)
- Ainsi Berlin, La Manufacture de livres, 2021  (ISBN 9782358878005) ; Le Livre de poche 2023  (ISBN 9782253938712)
- Les Terres animales, La Manufacture de livres, 2023, 224 p.  (ISBN 9782358879996)

Participation
- Nos futurs désirables, La Manufacture de livres, 2022 (ouvrage collectif, nouvelle L'envolée)  (ISBN 9782358879187)

### Roman jeunesse
- Infiltré, Actes Sud jeunesse, 2024  (ISBN 978-2-330-18877-1)

### Adaptation cinéma
Ce qu'il faut de nuit inspire l'écriture du scénario du film Jouer avec le feu (2025), écrit et réalisé par Delphine Coulin et Muriel Coulin, et dans lequel joue Vincent Lindon.

## Prix et distinctions
- Pour Ce qu'il faut de nuit :
  - Prix Talents Cultura
  - Prix Femina des Lycéens
  - Prix Stanislas du premier roman[11]
  - Feuille d'or de la ville de Nancy[12]
  - Prix littéraire ENS Paris-Saclay[13]